# Апеккьо
Апеккьо (итал. Apecchio) — город в Италии, расположен в области Марке, подчинён административному центру Пезаро-э-Урбино (провинция).
Население составляет 1 822 человек, плотность населения составляет 17,67 чел./км². Занимает площадь 103,11 км². Почтовый индекс — 61042. Телефонный код — 00722.
Покровителем коммуны почитается святитель Мартин Турский, празднование 11 ноября.